# Lucas Drudi Romeu

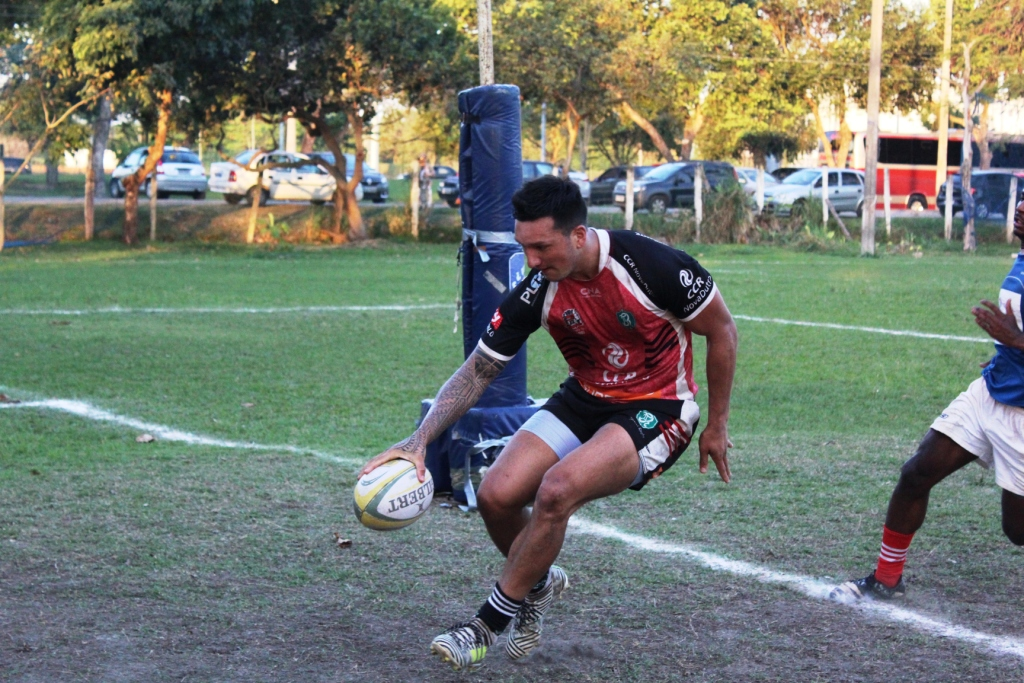
Lucas Drudi fazendo try pelo Jacarei contra o Guanabara Foto: Ícaro Leal/Jacareí Rugby

Lucas Drudi Romeu (Jacareí, 16 de abril de 1994) é um jogador brasileiro de rúgbi. Atualmente defende o Jacareí Rugby e também defende com frequência a Seleção Brasileira de rugby sevens, equipe em que fez parte durante os Jogos Pan-Americanos de Toronto 2015.

## Carreira
Lucas Drudi iniciou no rúgbi nas categorias de base do Jacareí Rugby. Pelos jacarés foi campeão brasileiro de sevens em 2017 e de XV em 2017.

## Seleção Brasileira
Lucas Drudi é frequentemente convocado para jogos da Seleção Brasileira de Sevens. Ele foi um dos atletas que disputou os Jogos Pan-Americanos de Toronto 2015. Também esteve outros torneios importantes como no Vancouver Sevens em 2014, no Sul-Americano 7's do Uruguai em 2017, e no Safari Sevens do Quênia em 2015. Além disso também defendeu o Brasil em jogos da Série Mundial de Sevens em Londres e Dubai. 

## Estatísticas
Em atualização 

### Clubes
| Equipe            | Temporada         | Campeonatos estaduais XV [a] | Campeonatos estaduais XV [a] | Campeonatos estaduais XV [a] | Campeonatos estaduais XV [a] | Campeonato nacional XV [b] | Campeonato nacional XV [b] | Campeonato nacional XV [b] | Campeonato nacional XV [b] | Outros torneios | Outros torneios | Outros torneios | Outros torneios | Total | Total  | Total | Total      |
| Equipe            | Temporada         | Jogos                        | Pontos                       | Tries                        | Conversões                   | Jogos                      | Pontos                     | Tries                      | Conversões                 | Jogos           | Pontos          | Tries           | Conversões      | Jogos | Pontos | Tries | Conversões |
| ----------------- | ----------------- | ---------------------------- | ---------------------------- | ---------------------------- | ---------------------------- | -------------------------- | -------------------------- | -------------------------- | -------------------------- | --------------- | --------------- | --------------- | --------------- | ----- | ------ | ----- | ---------- |
| Jacareí           | 2013              |                              |                              |                              |                              | —                          | —                          | —                          | —                          |                 |                 |                 |                 |       |        |       |            |
| Jacareí           | 2014              |                              |                              |                              |                              | 4                          | 20                         | 4                          | 0                          |                 |                 |                 |                 | 4     | 20     | 4     | 0          |
| Jacareí           | 2015              |                              |                              |                              |                              | 12                         | 20                         | 4                          | 0                          |                 |                 |                 |                 | 12    | 20     | 4     | 0          |
| Jacareí           | 2016              |                              |                              |                              |                              | 2                          | 10                         | 2                          | 0                          |                 |                 |                 |                 | 2     | 10     | 2     | 0          |
| Jacareí           | 2017              | 9                            | 32                           | 5                            | 2                            | 9                          | 5                          | 1                          | 0                          |                 |                 |                 |                 | 18    | 37     | 6     | 2          |
| Jacareí           | 2018              | 5                            | 25                           | 2                            | 6                            | 3                          | 31                         | 5                          | 3                          | —               | —               | —               | —               | 8     | 56     | 7     | 9          |
| Jacareí           | Total             | 14                           | 57                           | 7                            | 8                            | 30                         | 86                         | 16                         | 3                          | 0               | 0               | 0               | 0               | 34    | 141    | 23    | 11         |
| Total na carreira | Total na carreira | 14                           | 57                           | 7                            | 8                            | 30                         | 86                         | 16                         | 3                          | 0               | 0               | 0               | 0               | 34    | 141    | 23    | 11         |

- a. ^ Em Campeonatos Estaduais, incluindo jogos e pontos do Campeonato Paulista.
- b. ^ Em Campeonatos Nacionais XV, incluindo jogos e pontos da Taça Tupi, Super 8, Super 10 e Super 16.

### Seleção Brasileira
| Ano   |       |        |       |            |       |
| Ano   | Jogos | Pontos | Tries | Conversões | Média |
| ----- | ----- | ------ | ----- | ---------- | ----- |
| 2018  | 0     | 0      | 0     | 0          | 0     |
| Total | 0     | 0      | 0     | 0          | 0     |

## Títulos
Jacareí Rugby
- Campeonato Brasileiro: 2017[4]

- Campeonato Brasileiro 7's: 2017[10], 2018[11], 2019, 2022[12]
- Campeonato Brasileiro - Série B: 2014, 2016
- Campeonato Paulista 7's: 2015
- Campeonato Paulista - Série B: 2013

Seleção Brasileira
- Copa Sul-Americana de Rugby League: 2018[13]

### Prêmios Individuais
- Brasil Rugby - Atleta Revelação Masculino de Rugby 7s: 2013
- Prêmio Romulo Rambaldi - Atleta do Ano: 2018
- Prefeitura de Jacarei - Atleta Destaque Rugby: 2012